# Lucian Perkins
Lucian Perkins (...) è un fotografo statunitense, vincitore del World Press Photo of the Year 1995.

## Carriera

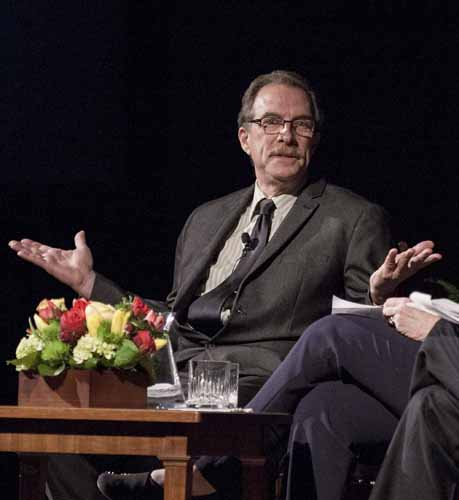
Lucian Perkins

Laureatosi presso l'università del Texas nel 1976, Lucian Perkins è anche conosciuto per la copertura di una serie di conflitti, compresi la guerra in Afghanistan, in Kosovo e la guerra del Golfo Persico. Perkins Attualmente lavora presso il Washington Post, dove ha lavorato negli ultimi 30 anni a partire dal 1979, e risiede a Washington.
Uno dei suoi primi servizi fotogiornalistici ha vinto il premio nazionale Headliners, ed è stato pubblicato sulle maggiori testate internazionali. Da allora ha ricevuto numerosi altri premi, tra cui il premio Pulitzer in due occasioni: una volta nel 1995, insieme al giornalista del Washington Post Leon Dash, e di nuovo nel 2000, insieme a due colleghi di Post. Nel 1995, Lucian Perkins ha fondato insieme a Bill Swersey, InterFoto, una conferenza internazionale di fotogiornalismo a Mosca.
Nel 1998 Perkins ha pubblicato Runway Madness, nel quale attraverso le fotografie racconta il mondo della moda di New York. Sono state fotografate per il libro anche numerose modelle come Kate Moss, Naomi Campbell, Shalom Harlow e Christy Turlington.

## Opere
- Rosa Lee : A Mother and Her Family in Urban America (1996)
- Runway Madness (1998)
- Chronicles of Change (1998)